# Município Jamba
Município Jamba är en kommun i Angola.   Den ligger i provinsen Huíla, i den sydvästra delen av landet, 700 km söder om huvudstaden Luanda. Antalet invånare är 126 799.
I omgivningarna runt Município Jamba växer huvudsakligen savannskog. Runt Município Jamba är det glesbefolkat, med 16 invånare per kvadratkilometer.